# Titularbistum Elo
Elo ist ein Titularbistum der römisch-katholischen Kirche.
Es geht zurück auf einen untergegangenen Bischofssitz in der Stadt Montealegre de Campos, die in der römischen Provinz Tarraconensis bzw. in der Spätantike Carthaginiensis lag. Der Bischofssitz gehörte der Kirchenprovinz Toledo an.
| Titularbischöfe von Elo |                                                       |                                           |                   |                 |
| Nr.                     | Name                                                  | Amt                                       | von               | bis             |
| 1                       | William Lawrence Adrian                               | emeritierter Bischof von Nashville (USA)  | 4. September 1969 | 13. Januar 1971 |
| 2                       | Miguel Irízar Campos CP                               | Apostolischer Vikar von Yurimaguas (Peru) | 25. März 1972     | 6. August 1989  |
| 3                       | Joaquín Carmelo Borobia Isasa                         | Weihbischof in Saragossa (Spanien)        | 19. April 1990    | 24. Mai 1996    |
| 4                       | Manuel Gerardo Donoso Donoso SSCC                     | Weihbischof in La Serena (Chile)          | 28. Juni 1996     | 16. April 1997  |
| 5                       | Luis Armando Collazuol                                | Weihbischof in Rosario (Argentinien)      | 31. Dezember 1997 | 21. Juli 2004   |
| 6                       | Andrés Carrascosa Coso Titularerzbischof pro hac vice | Apostolischer Nuntius                     | 31. Juli 2004     |                 |